# Eurobarómetro

Logo de la Comisión Europea, institución que conduce y publica el Eurobarómetro.

El Eurobarómetro son una serie de encuestas llevadas a cabo de forma periódica por la Comisión Europea desde 1973. Su principal función es analizar y sintetizar la opinión pública en determinados temas relacionados con la Unión Europea alrededor de los Estados miembro, siendo así uno de los instrumentos de más relevancia para analizar la evolución de la opinión ciudadana. Los resultados son publicados por la Sección de Análisis de la Opinión Pública.
El Eurobarómetro se divide entre ediciones estándar (dos al año) y otras ediciones adicionales más específicas de periodicidad irregular: La edición Especial del Eurobarómetro analiza temas más concretos con más profundidad que la versión general, mientras que el Eurobarómetro Flash realiza encuestas telefónicas sobre un tema en concreto a petición de algún órgano de la Comisión Europea que necesiten de una respuesta relativamente rápida y concisa. El Eurobarómetro Cualitativo está comprendido por entrevistas en grupo no dirigidas en las que se analiza los sentimientos, motivaciones y reacciones de un segmento concreto de la población sobre un tema determinado.
El proyecto fue lanzado y llevado a cabo inicialmente por Jacques-René Rabier, con el apoyo político tanto del Parlamento Europeo como de la Comisión. Su tarea fue continuada posteriormente por Karlheinz Reif, Anna Melich, Rubén Mohedano-Brèthes, Thomas Christensen y Renaud Soufflot de Magny.
El Eurobarómetro fue concebido originalmente como una forma de pulsar y analizar la opinión pública en todos los Estados miembro de la Unión, (Posteriormente, este también se extendió en algunas cuestiones a los países candidatos y a terceros estados) con la intención de mejorar la política de información y de comunicación de los cargos de responsabilidad europeos.

## Precursores del Eurobarómetro
En 1970 y 1971 la Comisión Europea llevó a cabo una serie de encuestas en los seis Estados miembro (en aquel momento) de la Comunidad Económica Europea (Bélgica, Francia, Alemania Occidental, Italia, Luxemburgo y Países Bajos). Estos estudios comunitarios europeos evaluaban la opinión pública en las distintas prioridades nacionales, así como sobre las funciones y organizaciones europeas, incluido el Mercado Común.
Entre 1972 y 1973 fueron celebrados referéndums a nivel nacional para evaluar una posible ampliación de la Comunidad Europea que incluyese a Dinamarca, Irlanda y Reino Unido.
Los sondeos regulares semestrales a las naciones miembro comenzaron en septiembre de 1973, incluyendo ya a nueve países, tomando éstas el nombre de "Eurobarómetro" en 1974. El periodo de evaluación del primer Eurobarómetro tuvo lugar entre los meses de abril-mayo y los resultados fueron publicados en julio del mismo año.

## Ediciones del Eurobarómetro

### Eurobarómetro Estándar
El Eurobarómetro Estándar es un estudio de longitud trans-nacional, diseñado para comparar y evaluar las tendencias de opinión de los Estados miembro de la Unión Europea sobre una amplia variedad de temas relacionados directa o indirectamente con la UE.
Esta edición estándar del Eurobarómetro se lleva a cabo dos veces al año, una en otoño y otra en primavera. Aunque el número de preguntas se ha ampliado considerablemente con el paso de los años, el proyecto intenta mantener constantes la mayoría de las cuestiones tratadas con la intención de poder evaluar y comparar la evolución de las opiniones a través del tiempo. Desde la edición lanzada en otoño de 2004, el Eurobarómetro Estándar es llevado a cabo por la empresa de estudios demográficos TNS Opinion and Social.

### Eurobarómetro Especial
Desde la edición número 34 (1990) del Eurobarómetro Estándar, se realizan con regularidad de forma adicional cuestiones suplementarias acerca de temas determinados que se desean estudiar con un mayor nivel de profundidad; en algunas ocasiones estas preguntas se segmentan por edades para obtener unos resultados más concretos.
Estos módulos de preguntas específicos varían en su temática a tratar según las circunstancias y siempre se tratan desde una perspectiva a nivel europeo. Algunos temas recurrentes tratados en el Eurobarómetro Especial son: agricultura, biotecnología, energía, medio ambiente, roles de género, familia, juventud, tercera edad, salud, inmigración, pobreza, identidad regional, ciencia y tecnología, condiciones laborales, hábitos de consumo, tráfico urbano, creencias religiosas,...

### EurobarómetroFlash
La edición Flash del Eurobarómetro fue introducida por la Comisión Europea en los años noventa. Consiste en una serie de entrevistas telefónicas tomadas en serie en un tiempo de actuación relativamente corto y sobre un tema muy determinado. Un Eurobarómetro Flash puede ser llevado a cabo a petición de la Comisión o de cualquier otra institución oficial de la UE. La principal ventaja con respecto al Eurobarómetro Estándar es su capacidad para otorgar resultados casi de forma instantánea. Además, es más adecuado para focalizar en grupos específicos de la población de los que se desee conocer su opinión en el tema en cuestión.
Un ejemplo de Eurobarómetro Flash fue el llevado a cabo en abril de 2004 sobre la introducción del Euro en los diez nuevos miembros que ese mismo año habían entrado en la Unión Europea. Hasta el año 2005 las ediciones Flash del Eurobarómetro han sido realizadas por EOS Gallup Europe. Desde el año 2006 en adelante, se otorgó la realización de esta encuesta a la compañía Gallup Europe.

### Eurobarómetro Cualitativo
Los Estudios Cualitativos del Eurobarómetro tienen como objetivo investigar a fondo las motivaciones, los sentimientos y las reacciones de determinados grupos sociales hacia un determinado tema o concepto, escuchando y analizando su forma de expresarse en grupos de discusión o entrevistas no dirigidas. Se llevan a cabo bajo petición previa de algún organismo de la UE.
Ejemplos de estos estudios cualitativos han sido el estudio de las opiniones populares acerca de la inclusión de advertencias sanitarias en las cajetillas de tabaco (marzo de 2012) o sobre los derechos infantiles (octubre de 2010).

### Eurobarómetro de los Países Candidatos
En octubre de 2001, la Comisión Europea lanzó un conjunto de cuestiones en 13 países que se habían postulado como candidatos para ser adheridos a la Unión Europea sobre su opinión acerca de una eventual integración de estas naciones en la UE. Las encuestas de este Eurobarómetro fueron llevadas a cabo por la compañía Gallup Hungary en Bulgaria, República de Chipre, República Checa, Estonia, Hungría, Letonia, Lituania, Malta, Polonia, Rumanía, Eslovaquia, Eslovenia y Turquía. Tras la ampliación de la Unión Europea entre 2004 y 2007 estos países realizan el Eurobarómetro Estándar.
De forma intermitente se sigue realizando en el país que aún es candidato: Turquía , así como en la Comunidad Turca Chipriota. El Eurobarómetro de los Países Candidatos tienen como intención el análisis de las costumbres y opiniones de las sociedades que están en proceso de ser integradas en la Unión Europea de forma similar a como lo hace el Eurobarómetro Estándar en los países ya miembros.